# Millerleon subdolus
Millerleon subdolus är en insektsart som först beskrevs av Walker 1853.  Millerleon subdolus ingår i släktet Millerleon och familjen myrlejonsländor. Inga underarter finns listade i Catalogue of Life.